# 零速度開關
零速度開關（Zero speed switches，ZSS），也稱作速度制動感測開關（Speed Actuating Sensing Switches） ，是可以檢測旋转軸是否轉動（包括非常慢速的轉動）的設備 ，應用在各種機器、運送帶、发电厂，以及和生产水泥、製糖、纺织业、造纸有關的產業設備。零速度開關主要使用機電、电子或磁性的近接感測技術。機電型的零速度開關是直接耦合、有速度指示的設備，會依照軸的轉速，透過繼電器及電路來打開或是閉合對應的接點。由客戶定義的設定以及軸的轉速來決定電子式零速度開關的偵測轉速準位。
為了避免在在机器启动及停止期间的误跳闸，會需要小的定时延迟設備。在ZSS的电子電路設計中需一併考慮。

## 规格
零速度開關的差異主要在其性能规格，安装方式和功能方面。重要规格包括工作范围或输入轴转速，跳闸设定点，工作溫度范围，工作条件，现场可调性，工作电压和继电器触点额定值。对于各种应用，供应商可以提供有防爆、防風雨或防塵的零速度開關。
零速度開關可以根据电源供应分為兩種：一种是中断电源型，只在電源提供到馬達的期間，才會提供电源給零速度開關。第二種是會持續提供电源給零速度開關。 
零速度開關的安裝會依照要監控旋轉軸或是監控轉動設備而有不同。